# Río Salamá
Río Salamá är ett vattendrag i Guatemala.   Det ligger i departementet Departamento de Baja Verapaz, i den centrala delen av landet, 70 km norr om huvudstaden Guatemala City.